# ديبي بامبتون
ديبي بامبتون (بالإنجليزية: Debbie Bampton)‏ مواليد 7 أكتوبر 1961 في إنجلترا، هي لاعبة كرة قدم إنجليزية دولية سابقة كانت تلعب في مركز الوسط.

## المسيرة الاحترافية

### أندية لعب لها
- ميدستون
- نادي أرسنال للسيدات

## روابط خارجية
- ديبي بامبتون على موقع الاتحاد الدولي (مؤرشف)  (الإنجليزية)
- ديبي بامبتون على موقع قاعدة بيانات كرة القدم.إي يو (الإنجليزية)